# Densitate de curent
Densitatea curentului electric (J) este o mărime vectorială de stare, ce caracterizează starea electrocinetică. 
Fluxul vectorului densitate al curentului electric de conducție printr-o suprafață S, este chiar intensitatea curentului electric de conducție care trece prin acea suprafață.

Densitate de curent electric este un câmp vectorial, care asociază fiecărui punct din spațiu un vector al cărui modul este derivata în raport cu unitatea de suprafață. În cazul curentului electric ce trece printr-un conductor, densitatea de curent este raportul dintre intensitatea curentului electric care trece prin conductor și secțiunea transversală a acestuia.